# Seguidilla
Die Seguidilla (spanisch für „Fortsetzung“) ist ein traditionelles spanisches Tanzlied im mäßig schnellen 3/4-Takt. Dieser altandalusische Platztausch-Reigen wird von vier Paaren getanzt und mit Kastagnetten und Gitarre sowie mit Gesang begleitet. Die Seguidilla  zählt zu den häufigsten spanischen Literatur- und Musik-Formen. Ursprünglich war sie eine volkstümliche, vor allem in der Lyrik des spanischen Siglo de Oro (16.–17. Jahrhundert) verbreitete siebenzeilige Strophenform mit verschiedenen Formen:
Seguidilla simple
„Einfache“ Seguidilla: vierzeilige Strophe mit reimlosen 7- oder 8-Silblern und assonierenden oder seltener reimenden 5- oder 6-Silblern
Schema: 7-8x 5-6a 7-8x 5-6a
Beispiel:
Hacia Roma caminan

dos peregrinos,

a que los case el Papa,

porque son primos.
Seguidilla compuesta
„Zusammengesetzte“ Seguidilla: Erweiterung der Seguidilla simple zur siebenzeilige Strophe bestehende aus einem vierzeiliger, er einfachen Form entsprechender copla („Strophe“) und estribillo („Refrain“)
Schema: 7x 5a 7x 5a 5b 7x 5b
Beispiel:
La cebolla es escarcha

cerrada y pobre.

Escarcha de tus días

y de mis noches.

Hambre y cebolla,

hielo negro y escarcha

grande y redonda.
Seguidilla gitana / Seguidilla flamenca
Zigeuner- oder Flamenco-Seguidilla: fünfzeilige bzw. vierzeilige Strophe, bei der der dritte Vers aus 5- und 6-silbigen Halbversen besteht
Schema: 6x 6a 5x 6x 6a bzw. 6x 6a 11x 6a
Liedversstrukturen der Seguidillas Castellanas finden sich in der mozarabischen Jarchyas aus dem 6. Jahrhundert. Seit dem 18. Jahrhundert versteht man unter der gründlich modernisierten Seguidilla bzw. der bei Ramón de la Cruz 1770 erwähnten Seguidilla gitana einen Tanz (etwa im Rahmen musikalischer Einlagen, Tonadillas, auf der Bühne) bzw. ein für Kastilien typisches populäres Tanzlied bzw. populärer Tanz in lebhaftem Dreiertakt. Aus dem kastilischen Tanz des 16. Jahrhunderts hatte sich durch andalusische Tänzer die schnellere und rhythmisch akzentuierte Seguidilla sevillana, kurz Sevillana entwickelt, woraus sich die Seguidilla gitana herausgebildet hatte. Auf Teneriffa entwickelte sich mit der Saltona eine spezielle Form der Seguidilla, aber auch auf Lanzarote und Gran Canaria wird die Seguidilla getanzt.